# Halopeplis nodulosa
Halopeplis nodulosa là loài thực vật có hoa thuộc họ Dền. Loài này được (Delile) Bunge ex Ung.-Sternb. mô tả khoa học đầu tiên năm 1866.